# 林道冠山線

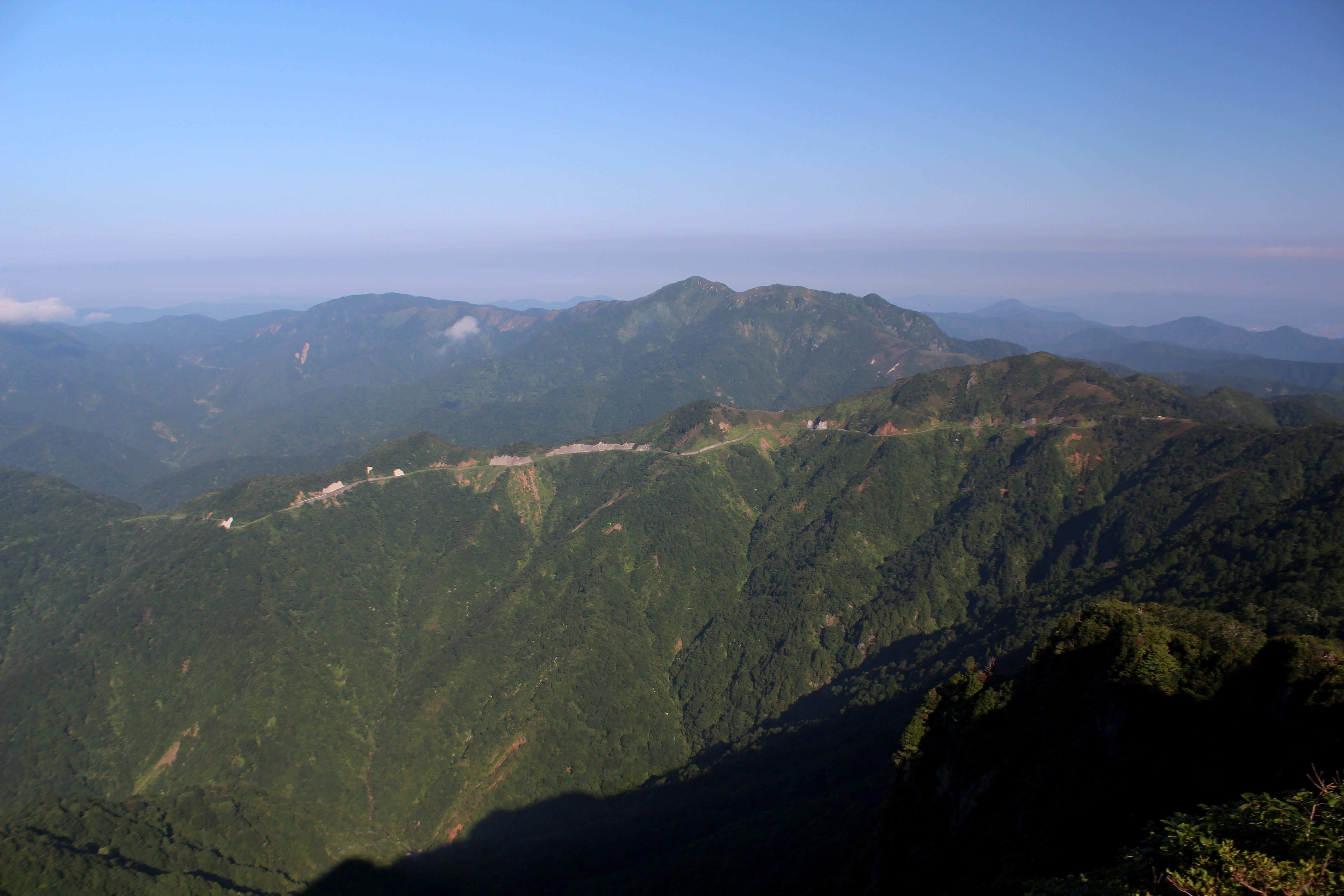
冠山から望む林道冠山線（右端付近に冠山峠）と金草岳（2013年6月）

林道冠山線（りんどうかんむりやません）は、福井県今立郡池田町田代から岐阜県揖斐郡揖斐川町塚奥山に至る林道である。

## 概要

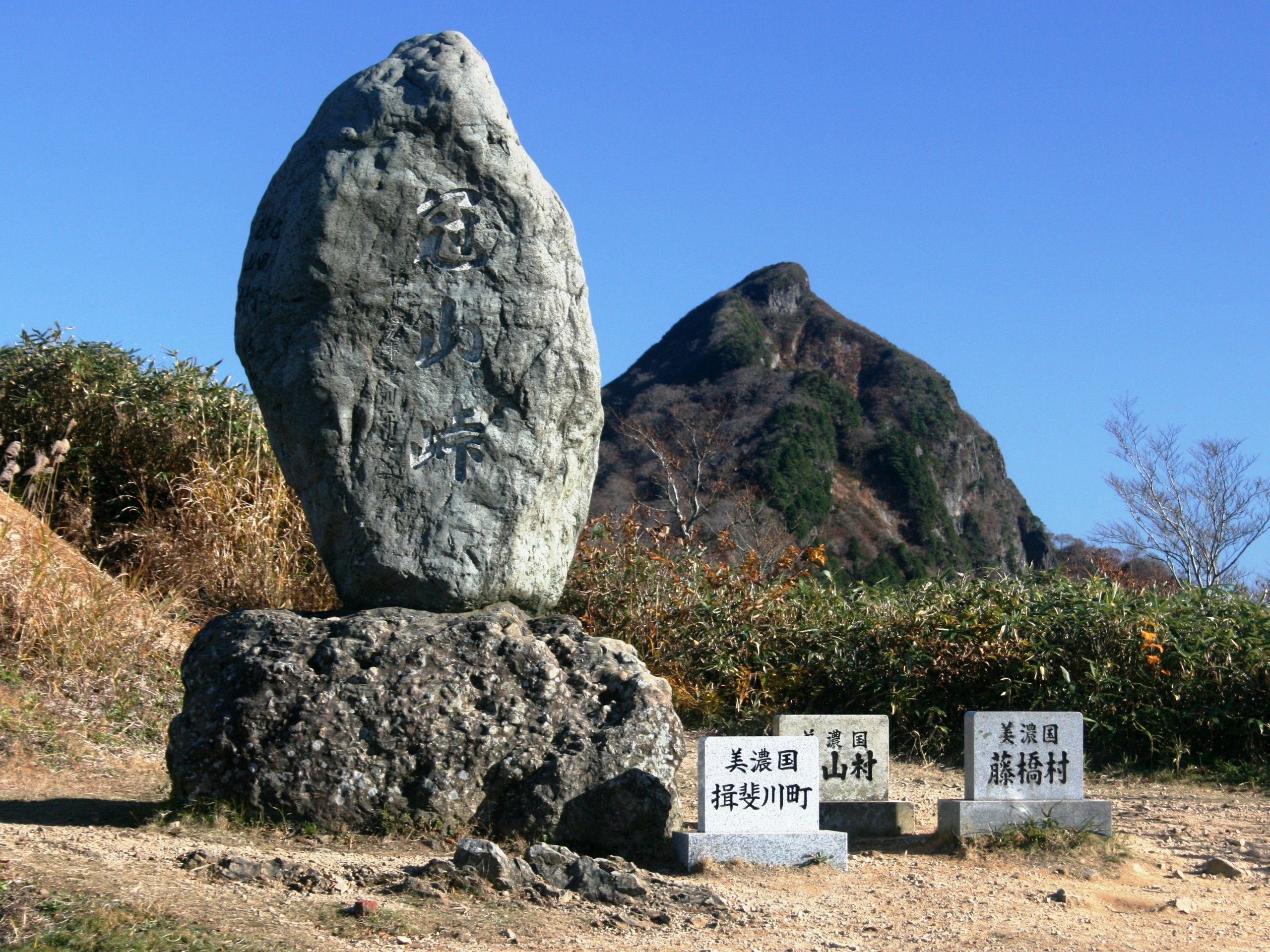
冠山峠から望む冠山

かつて国道417号の冠山峠区間が点線国道であった時代は、その代替路として国道417号の一部のような状況になっていた（実際にはこの区間はあくまでも「林道」であり国道ではない）。迂回路として国道157号や国道158号や国道303号があるが、国道158号は迂回路としては遠く、国道157号の温見峠区間は、林道冠山線と同時期の1974年（昭和49年）10月18日に開通した主要地方道大野墨俣線を1975年（昭和50年）4月に国道へ昇格した関係で道路の状態は大差無い。利用状況としては冠山峠からは冠山の絶景を見ることができ、観光林道として人気がある。冠山の山頂直下には国道417号の河内田代バイパスと徳山バイパスを結ぶ冠山峠道路が2023年（令和5年）11月19日に開通したため、以降、林道冠山線は冠山への登山客の利用や本来の林道としての役割のみを果たすことになる。

### 路線データ
- 起（終）点：岐阜県揖斐郡揖斐川町塚奥山
- 終（起）点：福井県今立郡池田町田代
- 延長19.4km[2]（池田町管理区間：延長9,783m）
- 幅員3.6m（車道幅員3.0m、路肩両側0.3m、自動車道2級[3]）

## 沿革
- 1967年（昭和42年）10月 - 峰越林道（冠山線）起工[4]
- 1971年（昭和46年）11月13日 - 峰越林道（冠山線）開通[4][5]
- 1978年（昭和53年） - 国・県の補助金（国が5割、県が1割、残りは地元負担）を受けて舗装改良を開始する[6]
- 1984年（昭和59年）11月20日 - 岐阜県側の舗装改良完了[6]
- 1986年（昭和61年）3月 - 福井県側の舗装改良完了により本舗装が全線完成[6]

## 路線状況

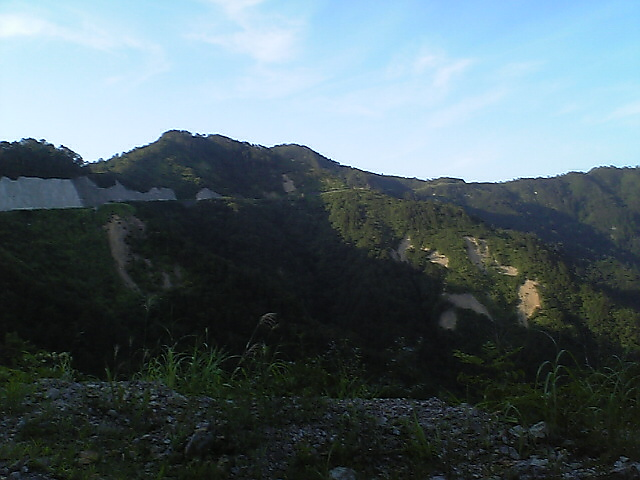
岐阜側（2007年8月）

全線アスファルト舗装がなされており、1.5車線程の道が続く林道としては走りやすい部類の道である。ただし、林道規程（昭和48年4月1日付け林野道第107号林野庁長官通知）で定める自動車道1級（国道、都道府県道等と連絡する幹線）相当の林道にもかかわらず、当林道は主要地方道鯖江藤橋線が一般国道417号に昇格指定された1982年（昭和57年）4月1日以前に整備されたため、車道幅員は自動車道2級の3.0m（路肩を含めて3.6m）しかない。また、最小曲線半径や最急縦断勾配を満たさない箇所が多数存在するなど線形が悪く、ガードレール・ガードケーブルや縁石が置かれていない箇所や急カーブもあり、危険な場所も存在する。
途中にある冠山峠では冠山を一望する事ができ、V字谷の景観が大変美しいため、道幅の割に通行量が多い。また落石も若干見られる。走りやすいがここが林道だということを忘れると、事故に繋がる可能性がある。岐阜県側は福井県側に比べて道路幅が若干広いため、冠山峠までマイクロバスや観光バスが来ることもある。ただし、大型車・観光バス・マイクロバスは車両規制のため通行が禁止されている。なお、福井県側も観光バスの通行は禁止されており、マイクロバスは許可証が必要である。岐阜県側、福井県側共に、少量の雨でも崖崩れ等が発生することがあるため、通行可能かどうか事前に確認する必要がある。また11月中旬から翌年5月までの期間は積雪による冬期通行止めとなるため、年間通行止め日数は170日を超える。
2006年（平成18年）に福井県側起点と冠山峠付近に開閉式ゲートが新設されており、冬期はゲートが遮断されて進入禁止となる。また2008年（平成20年）に竣工した徳山ダムにより、国道417号及び旧林道の一部がダム湖（徳山湖）に水没したため、付け替え道路である国道417号徳山バイパスと、それに接続する徳山ダムの管理用道路である塚管理用道路（冠山連絡道路）が整備されて塚冠山林道（林道塚線との共用区間）に接続している。

## 通過市町村
岐阜県揖斐郡揖斐川町 - 福井県今立郡池田町

## 通過する峠
- 冠山峠（標高1,041.9m）

## 接続道路
- 国道417号（起点・終点）
- 林道塚線（終点附近重複）

## 景観
- 冠山